# Khan Chouchinsky
Pour l’article homonyme, voir Firidun Chouchinsky.
Khan Chouchinsky (en azéri : Xan Şuşinski ; né à Choucha le 20 août 1901, mort à Bakou le 18 mars 1979), né İsfəndiyar Aslan oğlu Cavanşir, est un khananda (en) (chanteur de folklore) azerbaïdjanais.
En 1918, lors d'un mariage à Novruzlu, sa performance professionnelle dans un registre supérieur particulièrement difficile surprend les invités. Son professeur Islam Abdullayev lui attribue alors avec fierté le surnom de « Khan ».
Selon l’aveu même du chanteur, Djabbar Garyaghdioghlu et Séyid Chouchinsky ont joué un rôle important dans l’amélioration de ses compétences.